# 绿猴
绿猴（Chlorocebus sabaeus）是绿猴属下的一种猴子，分布于西非。

## 体型
绿猴有着金色的尾巴和灰绿色的毛皮。绿猴体型上两性差异明显，雄性个头较大。野生成年绿猴体重3.9—8.0（8.6—17.6英磅），体长420—600（1.38—1.97英尺）。雌性重3.4—5.3（7.5—11.7英磅），体长300—495（0.984—1.624英尺）。

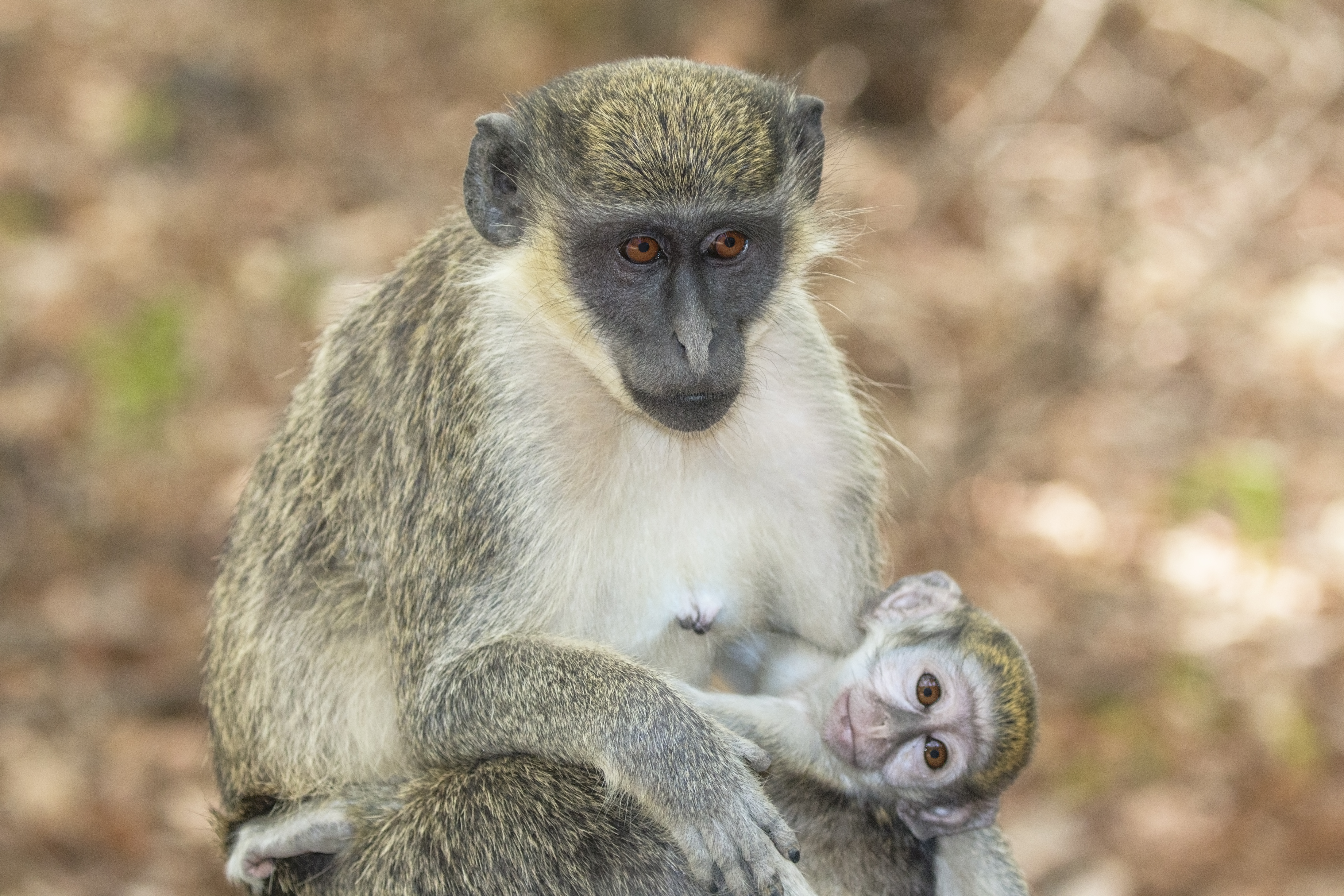
母猴和幼崽
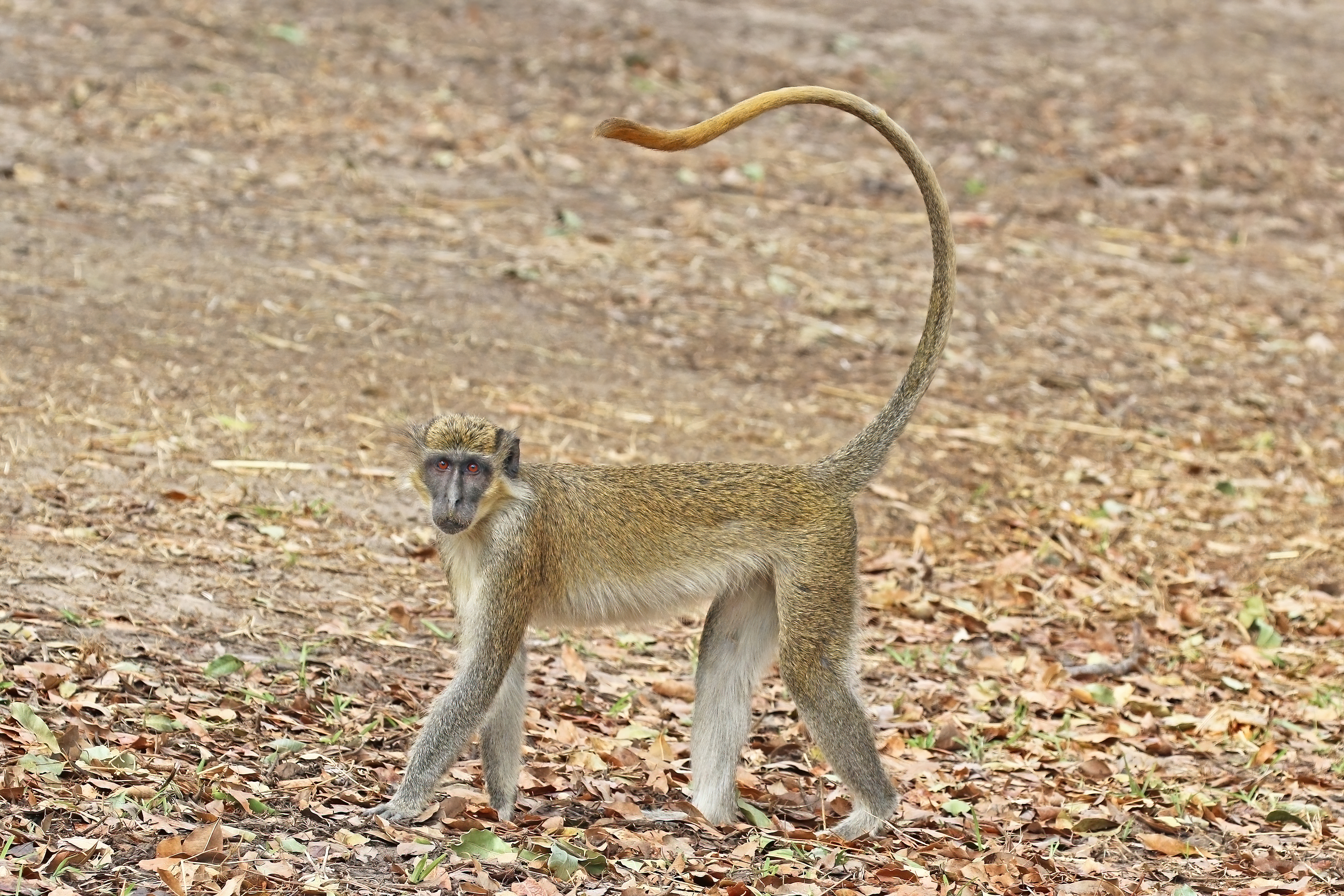
雄猴